# Белякова, Антонина Ивановна
Антони́на Ива́новна Беляко́ва (15 июля 1927, д. Бабье, Краснохолмский район, Калининская область, СССР — 7 ноября 2007) — Герой Социалистического Труда (1978).

## Биография
Родилась в 1927 году, член КПСС с 1953 года.
С 1945 по 1970 годы главный агроном, директор МТС, второй секретарь райкома партии, председатель Вороновского райисполкома, заместитель начальника производственного колхозно-совхозного управления, председатель Гродненского районного исполнительного комитета.
С 1970 года до 1985 года — 1-й секретарь Гродненского РК КПБ. Звание Героя присвоено за успехи во Всесоюзном социалистическом соревновании, за трудовую доблесть в выполнении планов и социалистических обязательств по увеличению производства и продажи государству продуктов земледелия в 1977 году. Депутат Верховного Совета СССР в 1966—1970 годах, Верховного Совета БССР в 1971—1975 годах и с 1980 года.